# Route nationale 521
Pour les articles homonymes, voir Route nationale 521 (homonymie).
La route nationale 521 ou RN 521 était une route nationale française reliant Ruffieux aux Échelles dans l'Avant-Pays savoyard.
À la suite de la réforme de 1972, elle a été déclassée en RD 921.

## Ancien tracé de Ruffieux aux Échelles (D 921)
- Ruffieux
- Vions
- Chanaz
- Lucey
- Yenne
- La Chapelle-Saint-Martin
- Marcieux
- Novalaise
- Saint-Alban-de-Montbel
- Attignat-Oncin
- La Bauche
- Saint-Pierre-de-Genebroz
- Les Échelles